# Juvenile Hell
Juvenile Hell (с англ. — «Юношеский ад») — дебютный студийный альбом американского хип-хоп-дуэта Mobb Deep, выпущенный 13 апреля 1993 года на лейбле 4th & B’way Records.
На момент выхода альбома двое рэперов были ещё подростками, в то время обоим было по 19 лет. В записи альбома принял участие частый партнёр группы Big Noyd. Альбом был спродюсирован самими участниками группы, Havoc и Prodigy, при содействии DJ Premier и Large Professor среди прочих.
Альбом содержит один сингл, который попал в чарты американского журнала Billboard. «Hit It from the Back» достиг 18 места в чарте Hot Rap Songs.
Альбом был переиздан на лейбле Island Records в 2018 году

## Об альбоме
В 2012 году в интервью для американского журнала Complex продюсер Large Professor упомянул, что его бит был на самом деле оригинальным, а DJ Premier сделал на него ремикс. Но в то время лейбл чувствовал, что версия Премьера была сильнее и поэтому поместил её на альбом как оригинал.
В 2017 году DJ Premier опубликовал трек «Cop Hell», который был убран из альбома Juvenile Hell из-за разногласий вокруг жестокого сингла Ice-T «Cop Killer», который был выпущен годом ранее. В 1992 году «Cop Hell» был выпущен на стороне «Б» сингла «Doe In Advance» дуэта Gang Starr.
Альбом не произвёл много шума, и впоследствии дуэт покинул лейбл 4th & B’way Records из-за плохих продаж альбома, едва продав 20 тысяч копий в то время. Хотя многие музыкальные критики в то время не могли понять грубое, буйное звучание Mobb Deep, дуэт остался верен своему хардкорному поджанру и решил выпустить свой второй альбом, The Infamous, спустя всего два года.

## Приём критиков
Кайд Джейкобс из AllMusic присвоил альбому две с половиной звезды из пяти и прокомментировал: «В первых нескольких песнях Мобб знакомит слушателя с жизнью „разочарованного и растерянного молодого несовершеннолетнего“, живущего в Куинсе. Juvenile Hell — это хардкор, но не лишён музыкальных и творческих усилий и достижений; это действительно круто, серьёзно и на 100 процентов хип-хоп. Когда Juvenile Hell был первоначально выпущен, он не очень хорошо преуспел в магазинах. Возможно, из-за избытка угроз и заявлений, составлявших Juvenile Hell, от которых покупатели держались подальше в 1993 году, или, возможно, это была неспособность лейбла правильно продать этот опасный проект. В любом случае, это альбом, достойный исторического упоминания.».
В 2015 году журнал Rolling Stone поместил альбом Juvenile Hell в свой список «20 ужасных дебютных альбомов великих артистов».

## Список композиций
| №   | Название                                  | Продюсер(ы)                | Длительность |
| --- | ----------------------------------------- | -------------------------- | ------------ |
| 1.  | «Intro»                                   | Havoc                      | 0:47         |
| 2.  | «Me and My Crew»                          | Dale Hogan, Keith Spencer  | 4:46         |
| 3.  | «Locked in Spofford»                      | Kerwin Young, Paul Shabazz | 3:51         |
| 4.  | «Peer Pressure»                           | DJ Premier                 | 4:15         |
| 5.  | «Skit #1»                                 | Havoc                      | 0:19         |
| 6.  | «Hold Down the Fort»                      | Havoc                      | 4:07         |
| 7.  | «Bitch-Ass Nigga»                         | Kerwin Young, Paul Shabazz | 3:24         |
| 8.  | «Hit It from the Back»                    | Prodigy, Method Max        | 4:14         |
| 9.  | «Skit #2»                                 | Havoc                      | 0:44         |
| 10. | «Stomp ’Em Out» (featuring Big Noyd)      | Prodigy                    | 3:34         |
| 11. | «Skit #3»                                 | Havoc                      | 0:15         |
| 12. | «Peer Pressure (The Large Professor Mix)» | Large Professor            | 4:13         |
| 13. | «Project Hallways»                        | Kerwin Young, Paul Shabazz | 4:11         |
| 14. | «Flavor for the Non-Believes»             | Kerwin Young               | 3:57         |

## Семплы
Информация о семплах была взята из сайта WhoSampled.
- «Hit It from the Back»: «You Can Make it if You Try» by Sly & The Family Stone.
- «Flavor for the Non-Believes»: «Funky Drummer» by James Brown.
- «Intro»: «Lovely Is Today» by Eddie Harris.
- «Peer Pressure (Large Professor Remix)»: «Black & Blues» by Bobbi Humphrey.
- «Me And My Crew»: «It’s A New Day» by Skull Snaps и «Bitches Brew» by Miles Davis.
- «Locked in Spofford»: «Papa Was Too» by Joe Tex и «I’m Gonna Love You Just a Little More Baby» by Barry White.
- «Peer Pressure»: «High Snobriety» by Babygravy.
- «Stomp 'Em Out»: «UFO» by ESG.
- "Skit #1: «Impeach the President» by The Honeydrippers.

## Чарты

### Синглы
| 1993 | «Hit It From The Back» | 18 |